# Quận Cecil, Maryland
Quận Kent là một quận thuộc tiểu bang Maryland, Hoa Kỳ.
Quận lỵ đóng ở thành phố , Maryland {{GR}|6}}.